# Rošťárny bez konzervantů
Rošťárny bez konzervantů (v anglickém originále Pranks and Greens) jsou 6. díl 21. řady (celkem 447.) amerického animovaného seriálu Simpsonovi. Scénář napsal Jeff Westbrook a díl režíroval Chuck Sheetz. V USA měl premiéru dne 22. listopadu 2009 na stanici Fox Broadcasting Company a v Česku byl poprvé vysílán 7. října 2010 na stanici Prima Cool.

## Děj
Poté, co je Bart zadržen za žertování s učiteli Springfieldské základní školy, odhalí ředitel Skinner Bartovi, že není tím největším vtipálkem, který kdy chodil po školních chodbách. Bart je tímto zjištěním šokován a vydává se zjistit totožnost tohoto vtipálka. Poté, co projde nespočet starých čísel školního časopisu, zjistí, že v jeho vydávání je dvoutýdenní mezera stará deset let a že se chování a vzhled ředitele Skinnera před touto mezerou a po ní podstatně změnily. Školník Willie nakonec Bartovi prozradí, že kdysi býval školním instruktorem plavání a že ředitel Skinner byl kdysi zábavný a uvolněný až do incidentu, kterému se přezdívalo „Noc parukářů‘. Zde vtipálek jménem Andy Hamilton zavřel Skinnera na tři dny do bazénu plného žížal a změnil Skinnerovu osobnost k horšímu. 
Mezitím je Marge ostře kritizována ostatními springfieldskými matkami za to, že na jejich setkání podává dětem nezdravé občerstvení. V reakci na to spálí rodinné nezdravé jídlo a rodina nakoupí biopotraviny, jež jsou velmi drahé a mají krátkou trvanlivost. Na dalším setkání si sice ostatní matky pochutnávají na Margině zdravém jídle, ale zároveň se zděsí, že Marge používá teflonové nádobí a nechává děti pít z neekologických plastových lahví. Ostatní matky se vyřítí pryč a nasednou do nedaleké sanitky, přičemž z ní vyhodí Hanse Krtkovice. Marge si uvědomí, že jí chybí nezdravé jídlo, a Homer později přistihne Marge, jak jí ze své zásoby sladkostí, a oba si společně dopřávají nezdravé jídlo, přičemž Homer podotkne, že nezdravé jídlo je paradoxně zdravější než biopotraviny. Poté se dohodnou, že děti budou jíst jen zdravé jídlo. 
Bart se seznámí s Andym Hamiltonem a zjistí, že je nezaměstnaný a žije s matkou. Když Líza naznačí, že Andy je smolař, Bart mu sežene práci asistenta Šáši Krustyho jako službu, kterou mu Krusty dluží, ale je naštvaný, když Andy po jednom dni dá výpověď. Bart ho znovu najme a jde zkontrolovat Andyho pokroky. Když do studia vjede náklaďák plný žížal, Bart se vyděsí, že Andy opakuje žertík „Noc parukářů“ a že Krusty skončí jako smolař jako Skinner. Zjistí však, že jde o součást pořadu a že Andy byl najat jako scenárista Krustyho pořadu a k Bartově radosti má přítelkyni. Navzdory Andyho úspěchu si Líza stále myslí, že je smolař, a věří, že psaní pro komediální pořad není o nic lepší než život vtipálka.

## Přijetí
Rošťárny bez konzervantů získaly vesměs pozitivní hodnocení. 
Robert Canning z IGN dílu udělil známku 6,9/10 s tím, že „epizoda měla dobrý začátek, ale odbočila méně působivým směrem a Margina dějová linie, ačkoli byla místy roztomilá, byla ve skutečnosti spíše jen výplní než čímkoli jiným“.
Emily VanDerWerffová z The A.V. Clubu dala epizodě hodnocení B, když uvedla: „Není to špatný začátek dílu, zejména proto, že Bartovy vylomeniny jsou jednou z mála věcí, které už seriál dělá konzistentně, ale nikdy jsem neměla pocit, že by se příběh Andyho a Barta někam posunul.“.
Jason Hughes z AOLTV řekl: „Byla to docela dobře vystavěná epizoda v tom smyslu, že by dokonce mohla dát Bartovi nějakou naději a směr pro jeho vlastní život. Přidává to něco k postavě Barta, že má ve městě staršího vtipálka, ať už je úspěšný, nebo ne.“.
Epizodu vidělo 7,03 milionu diváků s podílem na sledovanosti 3,3/8, což z ní udělalo druhou nejsledovanější epizodu v rámci animované nadvlády po Griffinových a čímž se Simpsonovi umístili na 24. místě v žebříčku sledovanosti pro daný týden. Pozdější repríza získala 8,14 milionu diváků a o 4,8/8 více než původní vysílání a byla 20. v týdenní sledovanosti a 9. v žebříčku 18 a 49, což z ní udělalo nejsledovanější pořad na stanici Fox.